# 多田院御家人
多田院御家人（ただいんごけにん）とは、平安時代に摂津国川辺郡多田荘で多田満仲が形成した武士団の一族郎党が、その後の時代に多田源氏嫡流の多田行綱が失脚したことを受けて、鎌倉幕府から源氏の祖廟である多田院の守護を任じられた御家人衆のことである。
中世には塩川氏を筆頭に国人化したが、戦国時代に没落。近世以降は無禄で多田院を守護する郷士の集団として存続した。幕末、新政府に招集され禁裏御守衛士多田隊を組織、戊辰戦争に参戦した。

## 来歴
多田荘に武士団を形成した多田満仲は長徳3年（997年）に没した。遺骸は自身が創建した多田院境内に葬られ、多田院は多田源氏一族郎党の集結の核となった。
元暦2年（1185年）6月に多田源氏嫡流の多田行綱が源頼朝により多田荘から追放され失脚するが、多田満仲以来の源氏の郎党であった荘内の在地武士達は鎌倉幕府の御家人として安堵された。御家人たちは源氏の祖廟である多田院の守護を任じられ多田院御家人が成立した。
弘安元年3月19日（1278年4月12日）に行われた、多田院本堂上棟の時の多田院御家人に、今吉左衛門入道、久々智兵衛尉、塩河左衛門尉、田井橘馬允、山問馬入道、安福馬入道、森本兵衛尉、織近藤太入道、今北宮太、高岡源四郎入道、（高岡）紀四郎太郎、西富左衛門入道、平三次郎、高岡源二、山本左近太郎、佐藤三（郎）、井谷佐藤太入道、石道進士入道、（石道）小源二、田原紀四郎入道、野間四郎、（野間）九郎次郎、吉河判官代入道、小柿馬允、原田左衛門尉、佐曽利八郎の名がある。上記の多田院御家人を最古参として連綿と継承され、応仁の乱では御家人は細川方（東軍）に属した。
中世の動乱の中、塩川氏や能勢氏といった御家人が国人に成長したが、戦国時代末期、多田院御家人筆頭格であった塩川国満が豊臣秀吉に攻められ切腹、多田院御家人は塩川氏に加担したことで多田院寺領、知行地を没収された。多田院御家人は無録の郷士即ち多田郷士となったが、多田院の守護は引き続き命じられた。以後多田荘一帯の村々の指導者層として隠棲することとなる。
多田院御家人達は江戸時代を通じて地行地回復を幕府に願い出たが叶わなかったという。

## 多田隊
慶応4年（1868年）1月、新政府参与役所から多田院別当宛てに多田院御家人の招集が命じられ、川辺郡、能勢郡から多田郷士約80名が上京、新政府軍に加わり禁裏護衛の任につき禁裏御守衛士多田隊を組織した。
この内20人が、東山道鎮撫総督の岩倉具定に付き従い、江戸城攻撃に向かい江戸開城に立ち会った。会津征伐越後口軍総督の仁和寺宮嘉彰親王の北陸征討軍には36人が参加、仁和寺宮の旗本隊（多田隊・甲賀隊・高野隊で編成）として新潟県新発田まで軍を進め庄内藩との激戦に加わった。隊士には戦死する者も出た。遠征に加わらなかった隊士は、太政官の置かれた九条道孝邸や二条城、岩倉邸を警護した。
多田隊は明治2年（1869年）4月に解散し、隊士には恩賞と士族身分が与えられた。